# Desis tangana
Desis tangana är en spindelart som beskrevs av Roewer 1955. Desis tangana ingår i släktet Desis och familjen Desidae. Inga underarter finns listade i Catalogue of Life.